# Toomas Hendrik Ilves
Toomas Hendrik Ilves, född 26 december 1953 i Vällingby, är en estnisk politiker som från 9 oktober 2006 till 10 oktober 2016 var Estlands president. Han var tidigare Estlands utrikesminister 1996–1998 och 1999–2002, partiledare för dåvarande Moderata partiet i Estland 2001–2002 (nuv. Socialdemokratiska partiet) samt socialdemokratisk EU-parlamentariker 2004–2006.

## Biografi

### Uppväxt och utbildning
Ilves föräldrar kom som estniska flyktingar till Sverige och han föddes i Stockholm. Familjen flyttade tidigt vidare till USA och Ilves växte upp i Leonia i New Jersey. Han studerade psykologi vid Columbia University och University of Pennsylvania och arbetade efter sin masterexamen från University of Pennsylvania 1978 som forskningsassistent vid Columbia University fram till 1979.

### Lärare och journalist
Han undervisade därefter vid Open Education Center i Englewood, New Jersey. Från 1981 till 1984 bodde han i Vancouver, Kanada, och var chef för Vancouver Arts Centre 1981–1983 och lärare i estnisk litteratur och lingvistik vid Simon Fraser University 1983–1984. 1984–1993 bodde han i München i Tyskland och arbetade som journalist för Radio Free Europe, från 1988 som chef för den estniska redaktionen.

### Diplomat och politiker
Efter Estlands självständighet blev Ilves Estlands ambassadör i USA, Kanada och Mexiko från 1993 till 1996, stationerad i Washington D.C.. Ilves var Estlands utrikesminister från 1996 till 1998 och återigen från 1999 till 2002.
Ilves gick med i estniska Bondepartiet 1998 efter att ha lämnat regeringen och valdes till partiets ordförande. Partiet ingick ett valsamarbete med mittenpartiet Folkpartiet Moderaterna till valet 1999. Han var från 1999 till 2002 åter utrikesminister och en av de drivande politikerna bakom Estlands EU-medlemskap, som slutligen genomfördes 2004. Från 2001 till 2002 var han partiledare för Folkpartiet Moderaterna, men avgick som partiledare i oktober 2002 efter att partiet endast fått 4,4 procent av de sammanlagda rösterna i kommunalvalen. År 2004 bytte partiet namn till Socialdemokratiska partiet.
2003 blev Ilves observatör i Europaparlamentet och i och med Estlands EU-inträde 1 maj 2004 fullvärdig ledamot. Han behöll sin plats i Europaparlamentsvalet 2004, och tillhörde Europeiska socialdemokratiska partiet i parlamentet.

### President 2006–2016
Den 23 september 2006 valdes han i fjärde valomgången till Estlands president av valförsamlingen. Han nominerades av Reformpartiet, Förbundet Fäderneslandet och Res Publica, samt Socialdemokraterna. Ilves kandidatur stöddes av många välkända intellektuella estländare, bland dessa Neeme Järvi, Jaan Kross, Arvo Pärt och Jaan Kaplinski. Ilves tillträdde posten den 9 oktober. I samband med detta efterträddes han av Katrin Saks i Europaparlamentet.
Ilves valdes även om för en andra mandatperiod som president 2011 och besegrade motkandidaten Indrek Tarand med kvalificerad majoritet i Riigikogu, vilket var det första presidentvalet i det moderna Estland som avgjorts redan i första valomgången.
Som president har Ilves förutom sina representativa plikter även engagerat sig inom cybersäkerhet.
Enligt Estlands konstitution var Ilves förhindrad att ställa upp för omval i valet 2016. Kersti Kaljulaid valdes till Ilves efterträdare av parlamentet 3 oktober 2016 och efterträdde Ilves vid installationen 10 oktober 2016.

## Familj och privatliv

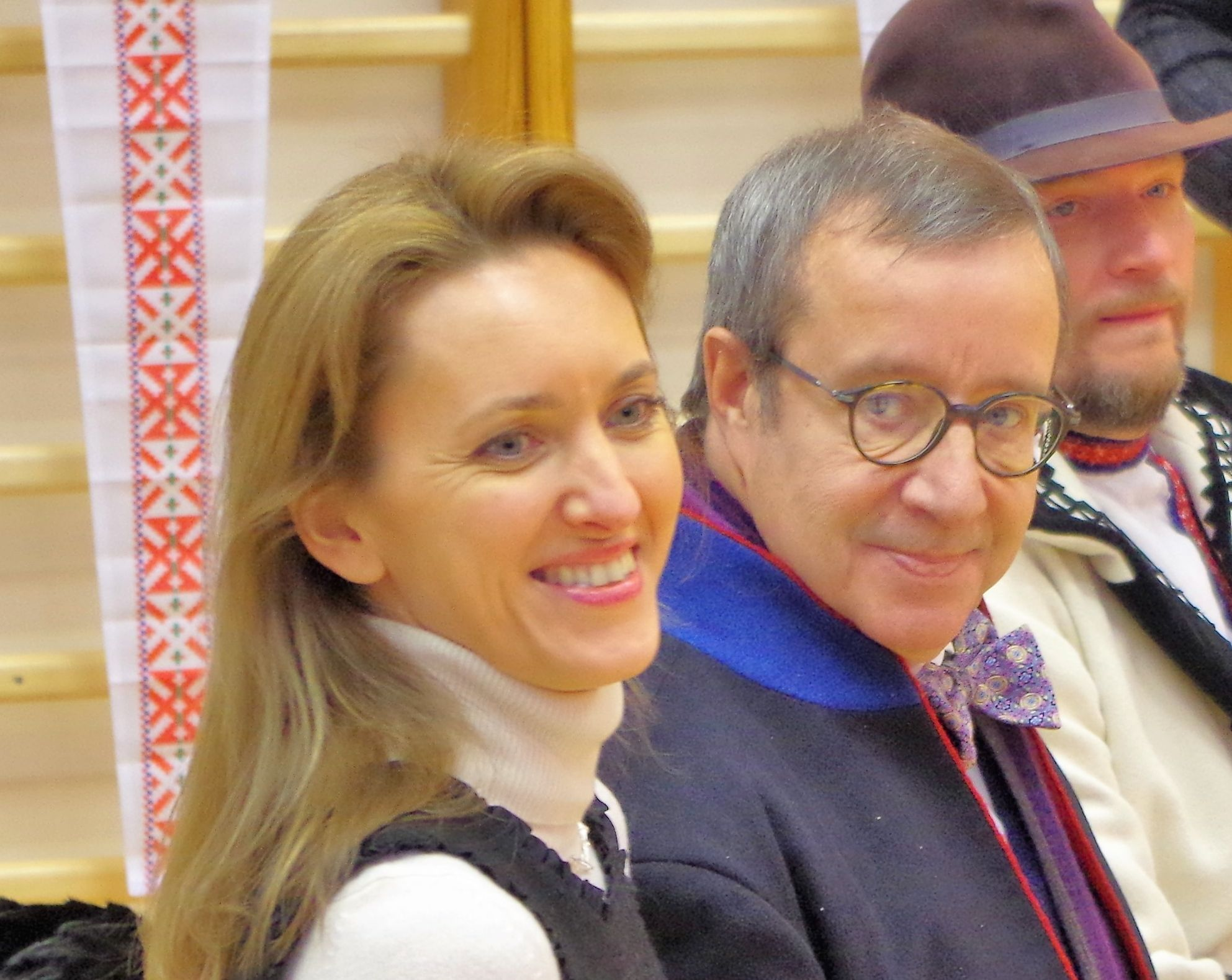
Ilves med hustrun Ieva.

Ilves är gift i sitt tredje äktenskap. Han har två barn med sin första fru, den amerikanska psykologen Merry Bullock. 2004 gifte han om sig med Evelin Int-Lambot, och har en dotter från det äktenskapet. I april 2015 skiljde sig paret. I januari 2016 gifte Ilves åter om sig med Ieva Kupče, cybersäkerhetschef vid Lettlands försvarsministerium.
Ilves bror, Andres Ilves, är journalist och har bland annat varit chef för BBC World Services avdelning för persiska och pashto samt varit chef för Radio Libertys Afghanistanavdelning.
Ilves talar förutom estniska även engelska, tyska, lettiska och spanska.

## Uttalanden
Ilves är en känd aktör i sociala medier och uttalar sig regelbundet på Twitter. Han har bland annat i ett uppmärksammat Twitterinlägg 2012 attackerat nationalekonomen Paul Krugman med anledning av Krugmans kritik av Estlands sparpolitik; Ilves har offentligt förespråkat den estniska regeringens sparpolitik.